# Ромасюк Трохим Іванович
Трохи́м Іва́нович Ромасю́к (1871 — 1964 р. р.) — педагог, статський радник.

## Життєпис

### Освіта
1895 року закінчив курс Ніжинський історико-філологічний інститут князя Безбородька зі званням учителя гімназії.

### Трудова діяльність
Починає згадуватися джерелами з 1899-1900 навчального року (хоча інше джерело свідчить про початок служби в галузі освіти з 1 жовтня 1895 року) як викладач давніх мов Чернігівської чоловічої гімназії спочатку без чину, у 1902-1909 навчальних роках — у чині статський радник.
Також зазначається, що 1905-1906 навчального року викладає історію та географію в тій же Чернігівській чоловічій гімназії
У 1909-1914 навчальних роках працює виконуючим обов'язки інспектора Луцької чоловічої гімназії.
У 1913-1916 навчальних роках працює інспектором чоловічої гімназії у місті Златополі.
У Златопільській чоловічій гімназії працює інспектором аж до її закриття 1920 року.

## Нагороди
- Орден Святого Станіслава 2 ступеня (1 січня 1909[1])

## Зазначення
1. 1 2  Державний архів Кіровоградської області. Список службовців Златопільської чоловічої гімназії на 1913—1914 навчальний рік. Ф. 499 оп. 1 спр. 872 С. 1 [Архівовано 2016-11-30 у Wayback Machine.](рос. дореф.)
2. 1 2  М.Тутомлин. Столетие Черниговской гимназии. 1805–1905: краткая историческая записка. — Чернігів : Тип. Губернского правления, 1906. — С. 364-365.(рос. дореф.)
3. ↑  Адрес-Календарь. Общая роспись начальствующих и прочих должностных лиц по всем управлениям в Российской Империи на 1902 год, часть 1 и 2. Ч. 1 С. 242 [Архівовано 10 травня 2017 у Wayback Machine.](рос. дореф.)
4. ↑  Адрес-Календарь. Общая роспись начальствующих и прочих должностных лиц по всем управлениям в Российской Империи на 1903 год. Часть 1. С. 240 [Архівовано 10 травня 2017 у Wayback Machine.](рос. дореф.)
5. ↑  Адрес-Календарь. Общая роспись начальствующих и прочих должностных лиц по всем управлениям в Российской Империи на 1904 год, часть 1. С. 247 [Архівовано 7 травня 2017 у Wayback Machine.](рос. дореф.)
6. ↑  Адрес-Календарь. Общая роспись начальствующих и прочих должностных лиц по всем управлениям в Российской Империи на 1905 год, часть 1 и 2. Ч. 1 С. 255 [Архівовано 7 травня 2017 у Wayback Machine.](рос. дореф.)
7. ↑  Адрес-Календарь. Общая роспись начальствующих и прочих должностных лиц по всем управлениям в Российской Империи на 1906 год, часть 1. Ч. 1 С. 267 [Архівовано 5 листопада 2016 у Wayback Machine.](рос. дореф.)
8. ↑  Адрес-Календарь. Общая роспись начальствующих и прочих должностных лиц по всем управлениям в Российской Империи на 1907 год, часть 1. С. 273 [Архівовано 7 травня 2017 у Wayback Machine.](рос. дореф.)
9. ↑  Адрес-Календарь. Общая роспись начальствующих и прочих должностных лиц по всем управлениям в Российской Империи на 1908 год, часть 1 и 2. Ч. 1 С. 283 [Архівовано 5 листопада 2016 у Wayback Machine.](рос. дореф.)
10. ↑  Адрес-Календарь. Общая роспись начальствующих и прочих должностных лиц по всем управлениям в Российской Империи на 1909 год, часть 1 и 2. Ч. 1 С. 308 [Архівовано 5 листопада 2016 у Wayback Machine.](рос. дореф.)
11. ↑  Адрес-Календарь. Общая Роспись начальствующих и прочих должностных лиц по всем управлениям в Российской империи на 1910 год. Часть 1 и 2. Ч. 1 С. 329 [Архівовано 30 жовтня 2016 у Wayback Machine.](рос. дореф.)
12. ↑  Адрес-Календарь. Общая Роспись начальствующих и прочих должностных лиц по всем управлениям в Российской империи на 1911 год. Часть 1 и 2. Ч. 1 С. 354 [Архівовано 2 квітня 2015 у Wayback Machine.](рос. дореф.)
13. ↑  Адрес-Календарь. Общая Роспись начальствующих и прочих должностных лиц по всем управлениям в Российской империи на 1912 год. Часть 1 и 2. Ч. 1 С. 370 [Архівовано 3 листопада 2016 у Wayback Machine.](рос. дореф.)
14. ↑  Адрес-Календарь. Общая Роспись начальствующих и прочих должностных лиц по всем управлениям в Российской империи на 1913 год. Часть 1 и 2. Ч. 1 С. 396 [Архівовано 3 листопада 2016 у Wayback Machine.](рос. дореф.)
15. ↑  Адрес-Календарь. Общая Роспись начальствующих и прочих должностных лиц по всем управлениям в Российской империи на 1914 год. Часть 1 и 2. Ч. 1 С. 435 [Архівовано 3 листопада 2016 у Wayback Machine.](рос. дореф.)
16. ↑  Адрес-Календарь. Общая Роспись начальствующих и прочих должностных лиц по всем управлениям в Российской империи на 1914 год. Часть 1 и 2. Ч. 1 С. 428 [Архівовано 3 листопада 2016 у Wayback Machine.](рос. дореф.)
17. ↑  Адрес-календарь Российской Империи на 1915 г., (часть 1 и 2). Ч. 1 С. 448 [Архівовано 18 жовтня 2016 у Wayback Machine.](рос. дореф.)
18. ↑  Адрес-Календарь. Общая Роспись начальствующих и прочих должностных лиц по всем управлениям в Российской империи на 1916 год. Часть 1 и 2. Ч. 1 С. 406 [Архівовано 2 квітня 2015 у Wayback Machine.](рос. дореф.)
19. ↑  Державний архів Кіровоградської області. Відомості про штат Златопільської чоловічої гімназії на 1916—1917 навчальний рік. Ф. 499 оп. 1 спр. 892 С. 3 [Архівовано 2016-11-30 у Wayback Machine.](рос. дореф.)
20. ↑  Державний архів Кіровоградської області. Відомість доплат на дороговизну Златопільської чоловічої гімназії з 1.09 по 1.12.1917 року. Ф. 499 оп. 1 спр. 905 С. 11 [Архівовано 2016-11-30 у Wayback Machine.](рос. дореф.)
21. ↑  Державний архів Кіровоградської області. Список Златопільської чоловічої гімназії на доплати через дороговизну з 1.08 по 1.10.1919 року. Ф. 499 оп. 1 спр. 905 С. 98 [Архівовано 2016-11-30 у Wayback Machine.](рос. дореф.)